# Tarek Saleh
Tarek Saleh, né en 1970, (en arabe : طارق صالح) est un militaire yéménite, neveu de l'ancien président Ali Abdallah Saleh.

## Biographie
Né en 1970, il fait partie des forces spéciales durant la présidence de son oncle Ali Abdallah Saleh puis il est limogé en 2012 par le nouveau président Abdrabbo Mansour Hadi.
Il prend part à la bataille de Sanaa, au cours de laquelle son oncle est tué par les Houthis. Sa propre mort est également annoncée, puis démentie, lorsqu'on apprend sa fuite vers les territoires loyalistes à Ma'rib. 
Le 11 janvier 2018, il fait son apparition à Chabwa lors des funérailles du secrétaire général du CGP, Arif al-Zouka. Il avait peu avant donné signe de vie en publiant un message insultant sur Twitter. Ensuite, il se rend à Aden, ce que la Résistance populaire dénonce.
En 2018, il fonde la Résistance nationale qui prend part à la bataille d'al-Hodeïda.
En 2020, sa milice contrôle le sud ouest du pays.
Le 7 avril 2022, il est nommé Vice-président du Conseil de direction présidentiel par le président sortant Abdrabbo Mansour Hadi peu avant son départ du pouvoir.